# Iīleh
Iīleh (persiska: ايله) är en ort i Iran.   Den ligger i provinsen Khorasan, i den östra delen av landet, 800 km öster om huvudstaden Teheran. Iīleh ligger 1 369 meter över havet och antalet invånare är 167.
Terrängen runt Iīleh är kuperad. Runt Iīleh är det ganska glesbefolkat, med 27 invånare per kvadratkilometer. Närmaste större samhälle är Mashhad Rīzeh, 15,6 km nordost om Iīleh. Omgivningarna runt Iīleh är i huvudsak ett öppet busklandskap.